# 一天 (歌曲)
《一天》（英語：Someday）是臺灣創作歌手黃宣（YELLOW）演唱的歌曲，為電視劇《想見你》之插曲，由滾石唱片於2019年12月6日在各大數位音樂平台上線，2020年5月6日收錄於實體原聲帶正式發行。

## 背景
〈一天〉是由曾獲得第30屆金曲獎最佳單曲製作人獎的黃宣為電視劇《想見你》量身打造之歌曲，由黃宣作曲、黃宣與占逸君共同填詞。黃宣表示「每一段刻骨銘心都是從某一天開始的」，因此以「一天」為歌曲起名。他在創作當時就覺得這首歌的味道應該是酸甜初戀系，所以一開始設定的方向並不會走太重，先從木吉他出發做延伸，對他來說木吉他的聲音溫度很好代入這種初戀感，後面的間奏，相較於整首歌曲較為熱鬧的情緒，之於他算是情到濃處的自我瘋狂。
2022年2月6日，黃宣於《人面 Soul 心 2022》首次現場演唱該曲。

## 製作團隊
註：參見影片下方說明文字之人員名單。
- 周菲比 — 編曲
- 黃宣 — 木吉他、和聲、和聲編寫
- 劉志遠 — 木吉他、電吉他
- 周世暉 — 錄音師
- 喜國娛樂錄音室 — 錄音室
- 袁述中 — 混音師
- Oda Studio Pro — 混音室
- 孫仲舒 — 母帶後期處理工程師
- 鈺德科技 — 母帶後期處理錄音室
- 漢室音樂有限公司 — OP
- Warner Chappell Music、Hong Kong Limited Taiwan Branch — SP

## 榜單成績
| 榜單               | 最高名次 | 最高名次 | 備註        |
| 榜單               | 日榜     | 週榜     | 備註        |
| ------------------ | -------- | -------- | ----------- |
| KKBOX 華語單曲榜單 | 33       | 30       | [ 3 ] [ 4 ] |